# Aceen

De algemene structuurformule van een aceen.

Acenen (ook wel polyacenen genoemd) vormen een groep van organische structuren, die bestaan uit een lineaire aaneenschakeling van benzeenringen. Aangezien benzeen een aromatische verbinding is, zijn acenen polycyclische aromatische koolwaterstoffen. Acenen kunnen beschouwd worden als organische polymeren, met benzeen als monomeer.
Vanaf vier ringen wordt de naam gevormd door het Griekse voorvoegsel dat aanduidt hoeveel ringen de structuur bevat en het suffix -aceen. De brutoformule wordt gevormd door volgende formule (met n = het aantal ringen): C4n+2H2n+4.

## Grotere acenen
Hoe langer acenen worden, des te reactiever en onstabieler ze worden. Zo is hexaceen niet stabiel in lucht en dimeriseert het bij de isolatie van de verbinding. Ongesubstitueerd heptaceen is zeer reactief en is alleen in een matrix gesynthetiseerd. Tot 2011 waren octaceen en nonaceen de grootste experimenteel aangetoonde acenen. Sommige bis(trialkyksilylethynyl)-derivaten van heptaceen zijn wel stabiel en als vaste kristallijne stof isoleerbaar. De eerste artikelen over stabiele thioaryl-gesubstitueerde nonaceen-derivaten beschrijven de verbinding, dankzij de elektronische effecten van de substituenten, niet als diradicaal maar met een gesloten schil configuratie. Speciaal is dat hier het kleinste energieverschil tussen HOMO en LUMO van  alle bestudeerde acenen optreedt.

Vanwege hun toenemende conjugatie zijn hogere acenen ook bestudeerd. Verschillende theoretische studies zijn verschenen. In 2010 zijn octaceen en nonaceen gedetecteerd in een matrix. In 2011 is nonaceen, in 2017 decaceen 
en in 2020 dodecaceen
beschreven.

## Reactiviteit
Theoretisch gezien zijn hogere acenen mogelijk, maar er wordt vermoed dat ze veel te reactief zijn om lang te bestaan. De instabiliteit van de verbindingen laat zich goed verklaren uit de grensstructuren die voor de bindingen getekend kunnen worden: het is slechts mogelijk de dubbele bindingen op een sluitende manier in het molecule te tekenen als óf de uiterst linkse, óf de uiterst rechtse ring volledig aromatisch is. Het gevolg is dat met het toenemen van het aantal ringen er niet zozeer een grote aromatische molecule ontstaat maar een groot polyeen. Door de bewegelijkheid van de elektronen in dergelijk structuren zijn ze vaak zeer reactief.

## Lijst van acenen
Hieronder zijn de voornaamste acenen opgenomen in een tabel.
| Naam      | Brutoformule | Aantal ringen | Molaire massa   | CAS-nummer | Structuurformule |
| --------- | ------------ | ------------- | --------------- | ---------- | ---------------- |
| Naftaleen | C10H8        | 2             | 128,17052 g/mol | 91-20-3    |                  |
| Antraceen | C14H10       | 3             | 178,2292 g/mol  | 120-12-7   |                  |
| Tetraceen | C18H12       | 4             | 228,28788 g/mol | 92-24-0    |                  |
| Pentaceen | C22H14       | 5             | 278,34656 g/mol | 135-48-8   |                  |
| Hexaceen  | C26H16       | 6             | 328,40524 g/mol | 258-31-1   |                  |
| Heptaceen | C30H18       | 7             | 378,46392 g/mol |            |                  |